# Papaïne

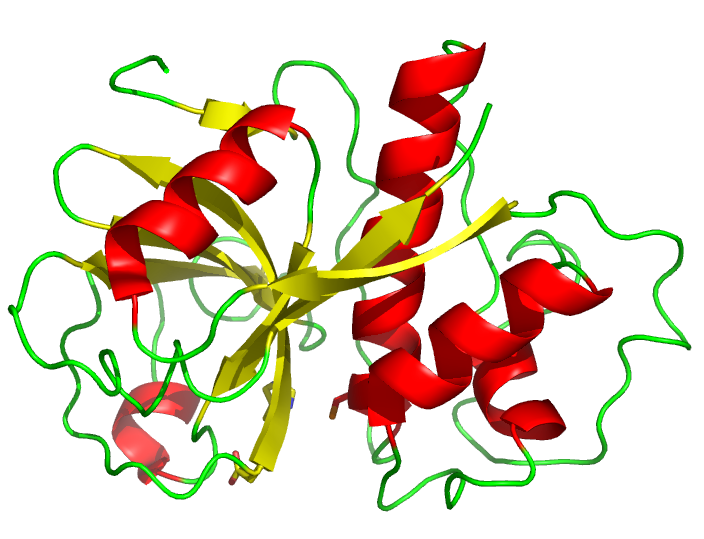

Papaïne is een enzym dat uit papaja wordt gehaald. Het is een plantaardige eiwit-splitsende stof, lijkend op het door het lichaam aangemaakte pepsine, en te vergelijken met bromelaïne. Papaïne wordt ook wel geëxtraheerd en gedroogd tot poeder.
Papaïne wordt onder andere gebruikt bij het desinfecteren van brandwonden, het verwijderen van dode huidcellen, het verminderen van littekens, het behandelen van insectenbeten en darmziektes (zoals de ziekte van Crohn) en het bevorderen van de spijsvertering. In de vleesindustrie gebruikt men papaïne om taai vlees mals te maken en in de leerlooierij om het leer soepel te maken. Het enzym breekt de dierlijke proteïnen gedeeltelijk af. In Mexico bakt men vlees in papajabladeren, wat een soortgelijk resultaat oplevert. Verder wordt dit enzyme nog gebruikt bij het brouwen van bier en productie van witte wijn .
Uit de papaja wordt ook chymo-papaïne gewonnen, gebruikt als reinigingsmiddel voor contactlenzen.
Bij het verwerken van de papaja gaat papaïne de gelatinewerking tegen en maakt zuivelproducten waterig en onsmakelijk, en zorgt er tevens voor dat de vrucht zelf licht verteerbaar is.